# توماس إس. وتون
توماس إس. وتون (بالإنجليزية: Thomas Sprigg Wootton)‏ هو سياسي أمريكي، ولد في 1740، وتوفي في 1789.